# آندییور
آندییور (به لاتین: Aandiyur) در هند با جمعیت ۱٬۴۰۳ نفر است که در تامیل نادو واقع شده‌است.
Aandiyur در جاده اصلی بین Tirupattur و Thiruvannamalai قرار دارد. این روستا به چهار منطقه تقسیم می شود: چهارراه، خیابان اودایار، کنار کوتای و MGR Nagar. 